# Benpasi
Benpasi is een bestuurslaag in het regentschap Timor Tengah Utara van de provincie Oost-Nusa Tenggara, Indonesië. Benpasi telt 5718 inwoners (volkstelling 2010).